# Orosz Gábor (pszichológus)
Orosz Gábor (Szentes, 1982. február 22. –) pszichológus, egyetemi oktató, SZTE Pszichológiai Intézet Fejlődés és Társadalomlélektani szakcsoport tagja (2006-2013). 2014. január 1-től az Eötvös Loránd Tudományegyetem Pszichológiai Intézetének oktatója és kutatója, ezek mellett 2012 óta a Magyar Tudományos Akadémia TTK Kognitív Idegtudományi és Pszichológiai Intézetében posztdoktori pozícióban kutat Winkler István egyetemi tanár irányítása alatt. Az Országos Doktori Tanács egyik témavezetője.

## Oktatási területei
Szociálpszichológia, alkalmazott pszichológia, a versengés és a csalás pszichológiája, gazdaságpszichológia, az iskola szociálpszichológiája.

## Kutatási területei
Versengés, iskolai csalás, időperspektíva, egyéni különbségek, hangulat és társas megismerés.

## Életútja
A szentesi Horváth Mihály Gimnáziumban érettségizett (2000). Felsőfokú tanulmányokat a SZTE Pszichológiai Tanszékén folytatott (2000-2006), ebből egy tanévet a Provence-i Egyetem hallgatója (2004/05) volt Erasmus-ösztöndíjjal. Pszichológus diplomát nyert kognitív pszichológia szakirányon (2006).
2006-tól az Eötvös Loránd Tudományegyetem és Reimsi Egyetem (Université de Reims, LPA Université de Reims) együttműködésében végezte PhD-tanulmányait és kutatásait, PhD-fokozatát Reimsben szerezte (2010), ahol co-tutelle ösztöndíjat kapott a Reimsi Egyetem Alkalmazott Pszichológiai Laboratóriuma és az Eötvös Loránd Tudományegyetem Pedagógiai és Pszichológiai Karának Szocializáció és Társadalmi Folyamatok doktori programjának közreműködése által (Mesterei: Prof. Fülöp Márta és Prof. Christine Roland-Lévy). Doktori disszertációjának címe: Social representation of competition, fraud and cheating of French and Hungarian citizens (A verseny és a csalás a francia és a magyar állampolgárok szociális reprezentációjában). 2011-ben posztdoktori ösztöndíjjal volt tapasztalatcserén Franciaországban (University of Rheims Champagne-Ardenne, Laboratoire Psychologie Appliquée)
Egyetemi oktatói munkát pszichológus diplomájának kézhezvétele óta folyamatosan végez a SZTE Pszichológia Intézetében, közben a Reimsi Egyetemen és párizsi René Descartes Egyetemen is tartott órákat a versengés és a csalás témakörben, s itthon is a Szegedi Tudományegyetemen és a budapesti Virus Club előadó termeiben. 2014. január 1-től az ELTE Pszichológiai Intézetében folytatja oktatói és kutatói munkáját.

## Tudományos publikációi (válogatás)
- OROSZ G., Roland-Lévy C. (2013). Hungarian and French Business School Students’ Social Representation of Competition and Fraud. CITIZENSHIP TEACHING AND LEARNING 8:(2) pp. 157–177.[2]
- OROSZ G., Farkas D, Roland-Lévy C. (2013). Are competition and extrinsic motivation reliable predictors of academic cheating? FRONTIERS IN PSYCHOLOGY 4:(87)[3]
- Farkas D, OROSZ G. (2013). The link between ego-resiliency and changes in Big Five traits after decision making: The case of Extraversion. PERSONALITY AND INDIVIDUAL DIFFERENCES 55:(4) pp. 440–445. (2013)[4]
- OROSZ G, Jánvári M I, Salamon J. (2012). Csalás és versengés a felsőoktatásban, PSZICHOLÓGIA (MTA PSZICHOLÓGIAI INTÉZET) 32: (2) pp. 153–171.[5]
- OROSZ G, Fülöp M, Roland-Levy C (2010). Magyar és francia hallgatók tisztességtelen viselkedése versenyhelyzetekben. In: A Magyar Pszichológiai Társaság XIX. Országos Tudományos Nagygyűlése. Pécs, Magyarország, 2010.05.27-2010.05.29. p. 122. (Tudományos konferenciacikk kivonata)
- OROSZ G, Fülöp M, Roland-Levy C (2010). Csalás a felsőoktatásban: francia és magyar közgazdászhallgatók összehasonlító vizsgálata. In: A Magyar Pszichológiai Társaság XIX. Országos Tudományos Nagygyűlése. Pécs, Magyarország, 2010.05.27-2010.05.29. p. 46. (Tudományos konferenciacikk kivonata).
- OROSZ Gábor (2010). Social representation of competition, fraud and academic cheating of French and Hungarian citizens. (473 p.) PhD disszertáció, védés időpontja: 2010. március 5., Reims.
- OROSZ Gábor (2009). Csalás a felsőoktatásban francia és magyar közgazdász hallgatók összehasonlító vizsgálata. Magyar Pszichológiai Szemle, 64(1), 253-284.
- OROSZ Gábor (2008). From Competition to Academic cheating, 33rd IAREP-SABE Rome, September 3-6, Conference Proceedings, 70-96. CD-ROM
- OROSZ Gábor (2008). Magyar és francia egyetemisták versengésről alkotott szociális reprezentációja. Pszichológia, 28(2), 165 -194.
- Németh Dezső, Gönci Dániel, Aczél Balázs, Ambrus Géza, Háden Gábor, OROSZ Gábor (2008). A mentális lexikon modelljei a magyar nyelvben. In: Gervain Judit, Pléh Csaba (szerk.) A láthatatlan nyelv. Gondolat, Budapest.
- OROSZ Gábor (2007). Hungarian and French Economics Students' Social Representation of Competition and Fraud. 32nd IAREP-SABE Ljubljana, September 9-12, Conference Proceedings, 597-603. CD-ROM
- OROSZ Gábor (2007). Good Citizens? The Dark Side of the Hungarian Competitive Business Life, In. A. Ross (eds.) Citizenship Education: Europe and the World. 412-425 p. CD-ROM
- OROSZ Gábor, Fülöp Márta (2007). Középiskolások versengésről alkotott szociális reprezentációja: a gazdasági oktatás és a nem szerepe. Alkalmazott Pszichológia, 9(3-4), 46-70.
- Fülöp Márta, OROSZ Gábor (2006). The Perception of Economic Competition and the Competitive Strategies of Hungarian Business People, IAREP-SABE Paris, July 5-9, Conference Proceedings, 1-12

## Díjak, ösztöndíjak
- Erasmus-ösztöndíj a Provence-i Egyetemre (9 hónap Aix-en-Provence) (2004-2005)
- Co-Tutelle ösztöndíj (15 hónap, Reims) (2006-2009)
- Posztdoktori ösztöndíj (2011)